# Ошейниковая шарнирнозубая змея
Ошейниковая шарнирнозубая змея (лат. Sibynophis collaris) — неядовитая змея из семейства ужеобразных.
Общая длина достигает 70—74 см. Голова небольшая, вытянутая. Туловище стройное. Хвост небольшой. Имеет от 25 до 56 уплощённых верхнечелюстных зубов, которые все вместе образуют своими закруглёнными вершинами сплошной режущий ряд. Главная же особенность этих зубов заключается в том, что они находятся на гибкой сочетанной тканевой основе, благодаря чему способны сгибаться при схватывании твёрдой добычи. Вместе с тем многочисленные гибкие, так называемые «шарнирные», зубы помогают змее очень быстро поедать добычу, которая без перерыва заглатывается сразу же при схватывании.
Окраска светло-коричневая, голова почти чёрная. Присутствует тёмно-коричневый «ошейник», отсюда название этой змеи.
Любит лесную местность, кустарники. Очень проворная и быстрая змея, способная в считанные секунды скрыться в лесной подстилке. Питается сцинковыми ящерицами, лягушками, мелкими грызунами.
Это яйцекладущая змея.
Живёт в Непале, на северо-востоке Индии, в Мьянме, Таиланде, Вьетнаме, Лаосе, Тайване, в Тибете и провинции Юньнань (Китай). Иногда встречается в Камбодже.